# Rassemblement pour la République
Rassemblement pour la République, zkratka RPR, česky Sdružení pro republiku, je bývalá francouzská politická strana, která se v roce 2002 sloučila s nově vzniklou Union pour la majorité présidentielle, později přejmenovanou na Union pour un mouvement populaire, UMP.

## Historie
Strana původně vznikla v roce 1958 pod názvem Svaz pro novou republiku (Union pour la Nouvelle République, UNR) s důrazem na politiku gaullismu. V roce 1962 následovalo spojení s Demokratickým svazem práce (Union Démocratique du Travail, UDT) pod nové pojmenování Svaz pro novou republiku/Demokratický svaz (UNR/UDT). K další výměně názvu došlo v roce 1967, kdy strana nesla název Svaz demokratů pro pátou republiku (Union des Démocrates pour la V République, UD) a rok na to (1968) zkrátila název na Svaz demokratů pro republiku (Union des Démocrates pour la République, UDR). V roce 1976 získala jméno Sdružení pro republiku (Rassemblement pour la République, RPR), kdy se pokusila o obnovu pravicových konzervativních hodnot v zemi.
Jako vládní strana ve Francii působila v letech 1958-1981 a poté opět od roku 1986. Její stranický vůdce Georges Pompidou byl v letech 1962-1968 předsedou vlády a později prezidentem republiky (1969-1974). Od roku 1976 stranu vedl Jacques Chirac, který zaznamenal vítězství v parlamentních volbách roku 1993, kdy strana vystřídala ve vládě socialisty. J. Chirac se pak v roce 1995 stal prezidentem republiky.
V roce 2002 při prezidentských volbách došlo ke sjednocení gaullistické, liberální a křesťanskodemokratické pravice a strana byla sloučena do Unie pro prezidentskou většinu (Union pour la majorité présidentielle), která následně změnila název na Unii pro lidové hnutí (Union pour un Mouvement Populaire, UMP)

## Předsedové strany
| Jméno                | Od   | Do   |
| -------------------- | ---- | ---- |
| Jacques Chirac       | 1976 | 1994 |
| Alain Juppé          | 1994 | 1997 |
| Philippe Séguin      | 1997 | 1999 |
| Nicolas Sarkozy1     | 1999 |      |
| Michèle Alliot-Marie | 1999 | 2002 |
| Serge Lepeltier      | 2002 |      |

```
1
 (prozatímní) 
```

## Volební výsledky

### volby do Národního shromáždění
| Volby   | I. kolo     | I. kolo   | II. kolo    | II. kolo  | Počet mandátů |
| Volby   | Počet hlasů | Hlasy v % | Počet hlasů | Hlasy v % | Počet mandátů |
| ------- | ----------- | --------- | ----------- | --------- | ------------- |
| 1978    | 6 462       | 22,62     | 6 651 756   | 26,11     | 150           |
| 1981    | 5 231 269   | 20,81     | 4 174 302   | 22,35     | 85            |
| 19861,2 | 6 008 612   | 21,44     |             |           | 73            |
| 1988    | 4 687 047   | 19,19     | 4 688 493   | 23,09     | 126           |
| 1993    | 5 032 496   | 20,08     | 5 741 629   | 28,99     | 242           |
| 1997    | 3 983 257   | 15,65     | 5 714 354   | 22,46     | 139           |
| 20023   | 94 222      | 0,37      | 61 605      | 0,29      | 2             |

### Prezidentské volby
| Volby | Kandidát       | I. kolo     | I. kolo   | II. kolo    | II. kolo  | Výsledek             |
| Volby | Kandidát       | Počet hlasů | Hlasy v % | Počet hlasů | Hlasy v % | Výsledek             |
| ----- | -------------- | ----------- | --------- | ----------- | --------- | -------------------- |
| 1981  | Jacques Chirac | 5 225 846   | 18,00 %   | -           | -         | Nezvolen prezidentem |
| 1988  | Jacques Chirac | 6 075 160   | 19,96%    | 14 218 970  | 45,98%    | Nezvolen prezidentem |
| 1995  | Jacques Chirac | 6 348 696   | 20,84%    | 15 763 027  | 52,64%    | Zvolen prezidentem   |
| 2002  | Jacques Chirac | 5 666 021   | 19,88%    | 25 537 894  | 82,21%    | Zvolen prezidentem   |

### Volby do Evropského parlamentu
| Volby | Volební lídr             | Počet hlasů | Hlasy v % | Počet mandátů |
| ----- | ------------------------ | ----------- | --------- | ------------- |
| 19841 | Simone Veil              | 8 683 596   | 43,03     | 41            |
| 19891 | Valéry Giscard d'Estaing | 5 242 038   | 28,88     | 26            |
| 19941 | Dominique Baudis         | 4 985 574   | 25,58     | 28            |
| 19994 | Nicolas Sarkozy          | 2 263 476   | 12,82     | 12            |

- 1 V těchto volbách byla vytvořena koalice RPR s UDF
- 2 V těchto volbách se nekonalo druhé kolo.
- 3 Došlo k odchodu části členů, kteří založili UMP.
- 4Koalice s Liberální demokracií